# Central Lake (Michigan)
Central Lake – wieś w Stanach Zjednoczonych, w stanie Michigan, w hrabstwie Antrim.